# 弗龍泰山

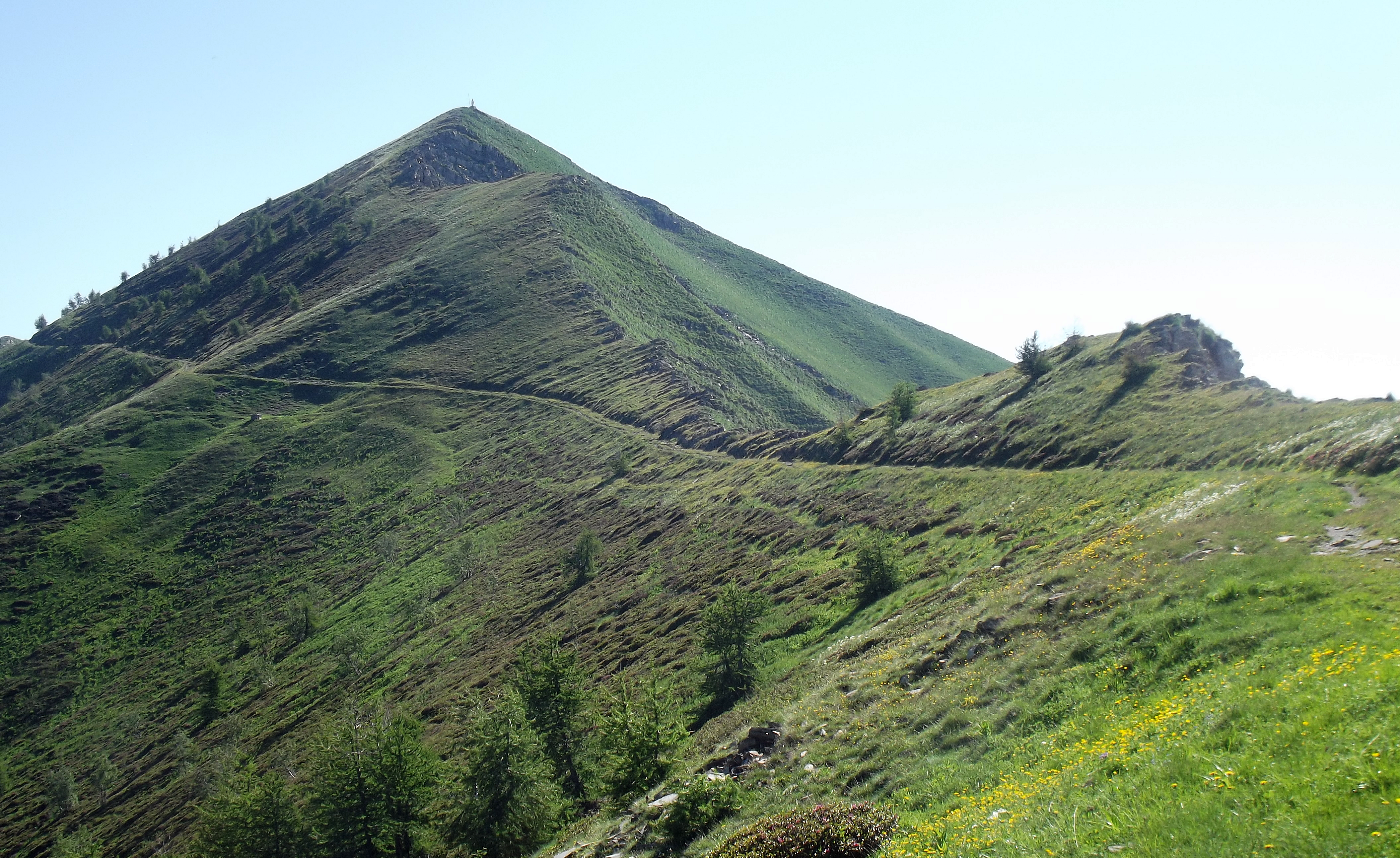

44°03′18.63″N 7°45′24.09″E / 44.0551750°N 7.7566917°E
弗龍泰山（義大利語：Monte Frontè），是意大利的山峰，位於該國西北部，由利古里亞大區負責管轄，屬於利古里亞阿爾卑斯山脈的一部分，海拔高度2,152米，每年平均降雨量1,460毫米。